# Podkategorie
Kategorie {\displaystyle {\mathcal {S}}} je podkategorií kategorie {\displaystyle {\mathcal {C}}}, pokud
- objekty kategorie {\displaystyle {\mathcal {S}}} jsou objekty kategorie {\displaystyle {\mathcal {C}}}
- pro libovolné objekty {\displaystyle X,Y\in {\mathcal {S}}} je {\displaystyle \mathrm {Hom} _{\mathcal {S}}(X,Y)\subseteq \mathrm {Hom} _{\mathcal {C}}(X,Y).}
- skládání a jednotky v {\displaystyle {\mathcal {S}}} jsou stejné jako v {\displaystyle {\mathcal {C}}}.[1]

Podkategorie {\displaystyle {\mathcal {S}}} je úplná, pokud pro každé {\displaystyle X,Y\in {\mathcal {S}}} je {\displaystyle \mathrm {Hom} _{\mathcal {S}}(X,Y)=\mathrm {Hom} _{\mathcal {C}}(X,Y).}

### Související člány
- Kategorie (matematika)